# Kajman yakaré
Kajman yakaré (Caiman yacare), známý také jako kajman brýlový paraguayský nebo kajman žakaré, je druh kajmana z čeledi aligátorovitých, jenž v hojných počtech obývá část Brazílie, Bolívie, Argentiny a Paraguaye. Nejpočetnější je jeho populace na území Pantanalu a dosahuje zde okolo 10 milionů jedinců. Mezinárodní svaz ochrany přírody vede tento druh jako málo dotčený.

## Taxonomie
François Marie Daudin ho popsal poprvé v roce 1802 jako Crocodilus yacare. Druhové jméno yacare, pochází ze slova jacaré, což znamená v portugalštině "aligátor". Dříve byl považován za poddruh kajmana brýlového. Tyto dva druhy jsou vzhledově podobní, ale mají oddělené oblasti výskytu, a proto jsou považovány za samostatné taxony.

## Popis
Kajman yakaré je středně velký krokodýl, který má žluto-hnědou barvu kůže, může dorůst 2,5 metrů (výjimečně až 3 m) a dosahuje váhy maximálně 58 kg. Samice jsou menší než samci a dosahují délky kolem 1,4 metru a váhy okolo 20 kg.

## Ekologie a chování
Kajman yakaré obývá vnitrozemské vodní plochy, jako jsou jezera, mokřady a řeky. Životem se velmi podobá kajmanu brýlovému. Jeho jídelníček sestává z vodních živočichů, jako jsou ryby a měkkýši (především hlemýždi), v menší míře hadi. Loví i kapybary.
Rozmnožování probíhá mezi prosincem a únorem, uprostřed období dešťů. Samice budují hnízda ve tvaru kopečků, používají při tom bláto a rozkládající se vegetaci. Do nich kladou 22 až 35, výjimečně až 44 vajec. Samice se o hnízdo s vejci starají, po vylíhnutí jsou nicméně mláďata ponechána svému osudu. Nepřáteli malých kajmanů jsou především ptáci (volavky, čápi). Pohlavně dospělými se stávají po dosažení věku 10–15 let a doba dožití se zřejmě pohybuje okolo 50 let.
Kajmani yakaré jsou oblíbenou kořistí anakondy a jaguára.

## Hrozby
V minulosti byli kajmani v obrovských počtech loveni především pro jejich kůži. V roce 1992 byl nicméně v Brazílii schválen zákaz lovu a obchodu s kůžemi a stavy těchto plazů začaly rychle vzrůstat. Nyní se jejich počty odhadují na 10 milionů jedinců jen na území Pantanalu.

## Galerie

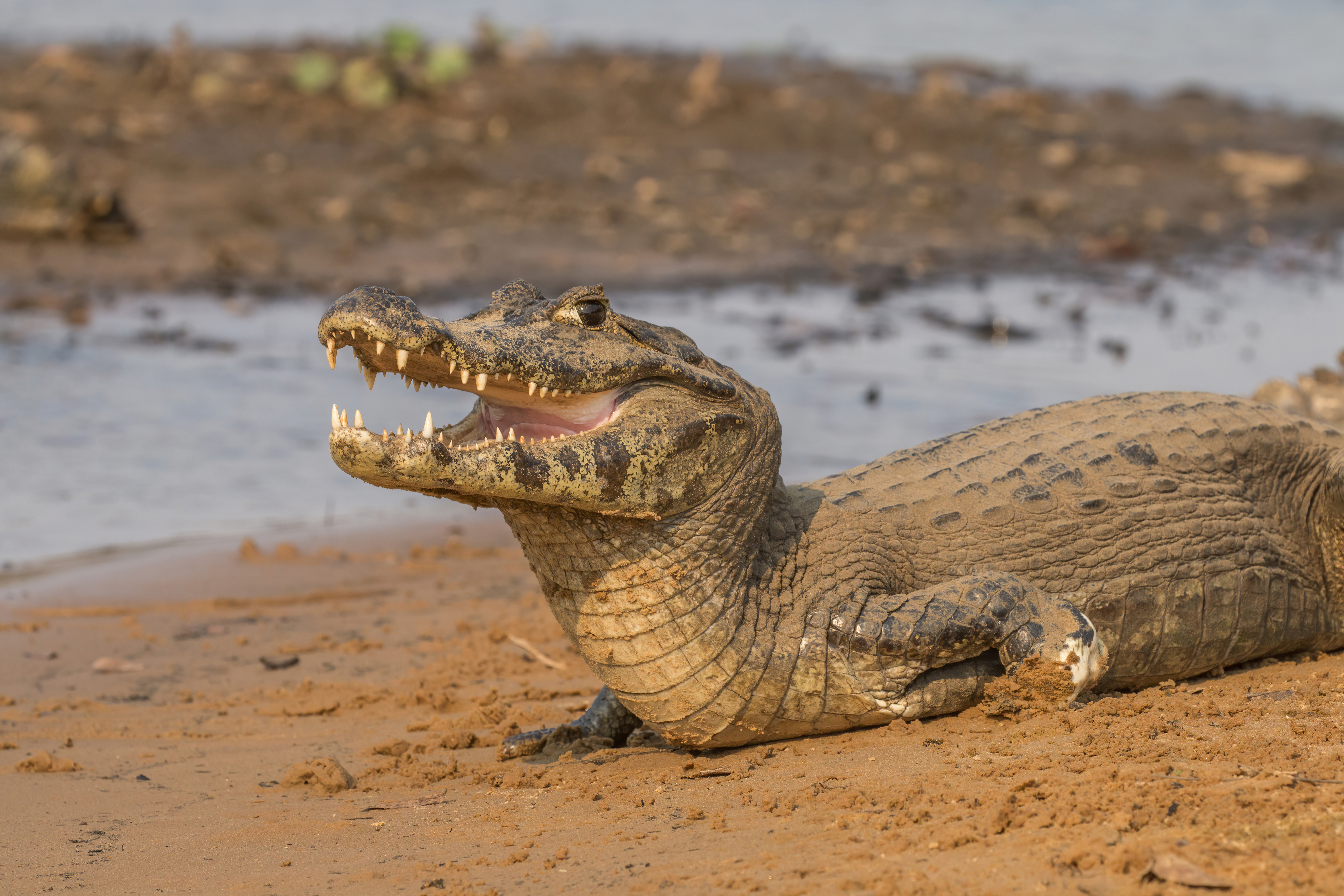
Kajman yakaré v brazilském Pantanalu
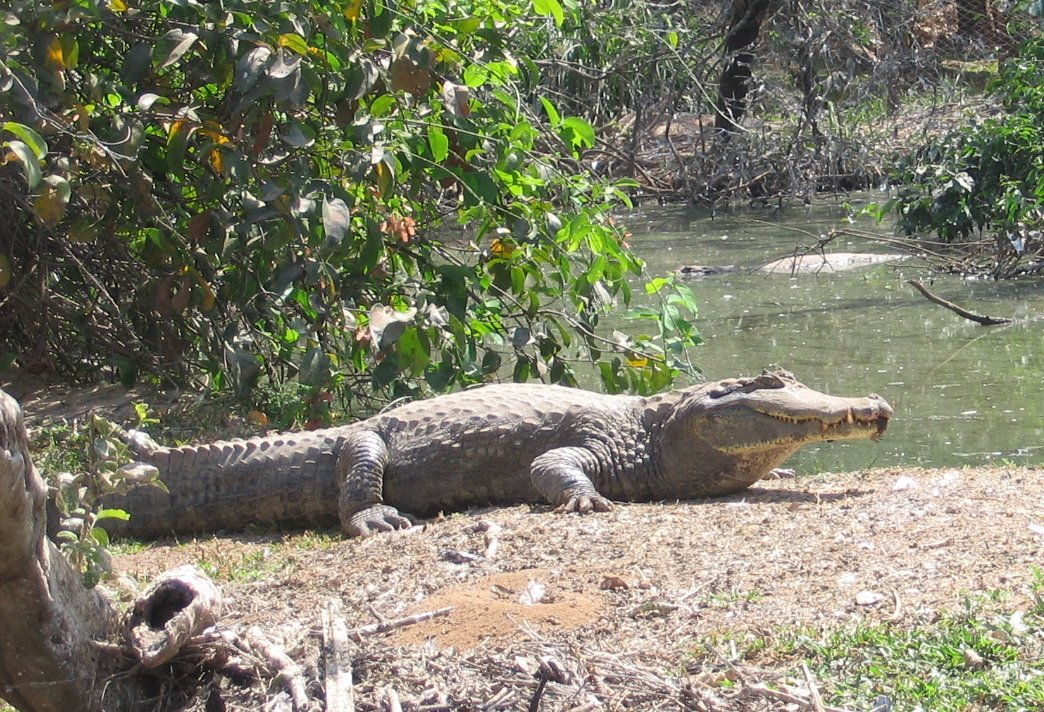
V brazilské zoo ve městě Cuiabá
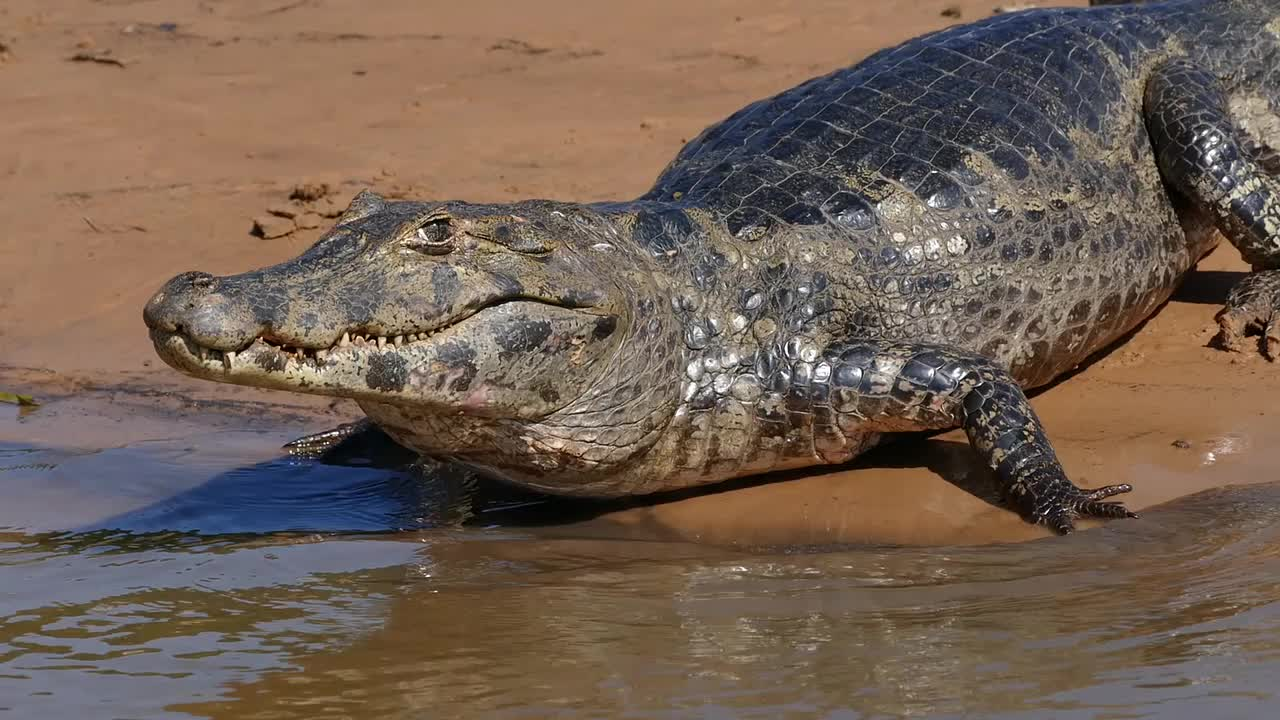
U brazilské řeky São Lourenço